# Bourne (rivier)
De Bourne is een zijrivier van de Isère in het zuiden van Frankrijk, in de regio Auvergne-Rhône-Alpes, departementen Isère en Drôme. Een groot deel van haar loop stroomt de rivier door de Gorges de la Bourne.

## Geografie
De Bourne ontspringt in parc naturel régional du Vercors nabij Villard-de-Lans, departement Isère, en stroomt oostwaarts door de Vercors om uit te monden in de Isère bij Saint-Nazaire-en-Royans. De rivier heeft zich diep ingegraven in het kalkplateau en daarbij een lange, smalle en diepe kloof gevormd, de Gorges de la Bourne. Zij doorkruist de plaatsjes Choranche, Pont-en-Royans, Auberives-en-Royans en La Motte-Fanjas. De totale lengte is 43,1 km.
De belangrijkste zijrivieren zijn de Bournillon, de Lyonne en de Vernaison.

## Hydrologie
Het gemiddelde debiet van de Bourne nabij Saint-Just-de-Claix bedraagt 21,0 m³/s, voor een stroomgebied van 787 km². De rivier vertoont een zeer onregelmatig debiet met seizoenschommelingen ten gevolge van de regenval en de dooi, met maxima van 38 tot 43 m³/s van maart tot mei, en minima tot 4,5 m³/s in augustus. Overstromingen kunnen zeer zwaar zijn, met een maximaal gemeten debiet van 512 m³/s nabij Saint-Just-de-Claix.
Doordat het stroomgebied van de Bourne vooral hooggebergte omvat, bedraagt de jaarlijkse neerslaghoeveelheid er 857 mm, veel hoger dan de gemiddelde hoeveelheid voor Frankrijk.
- Library of Congress Control Number: sh85016124
- Nationale Bibliotheek van Israël: 987007283979605171
- Virtual International Authority File: 315127310